# Chuan

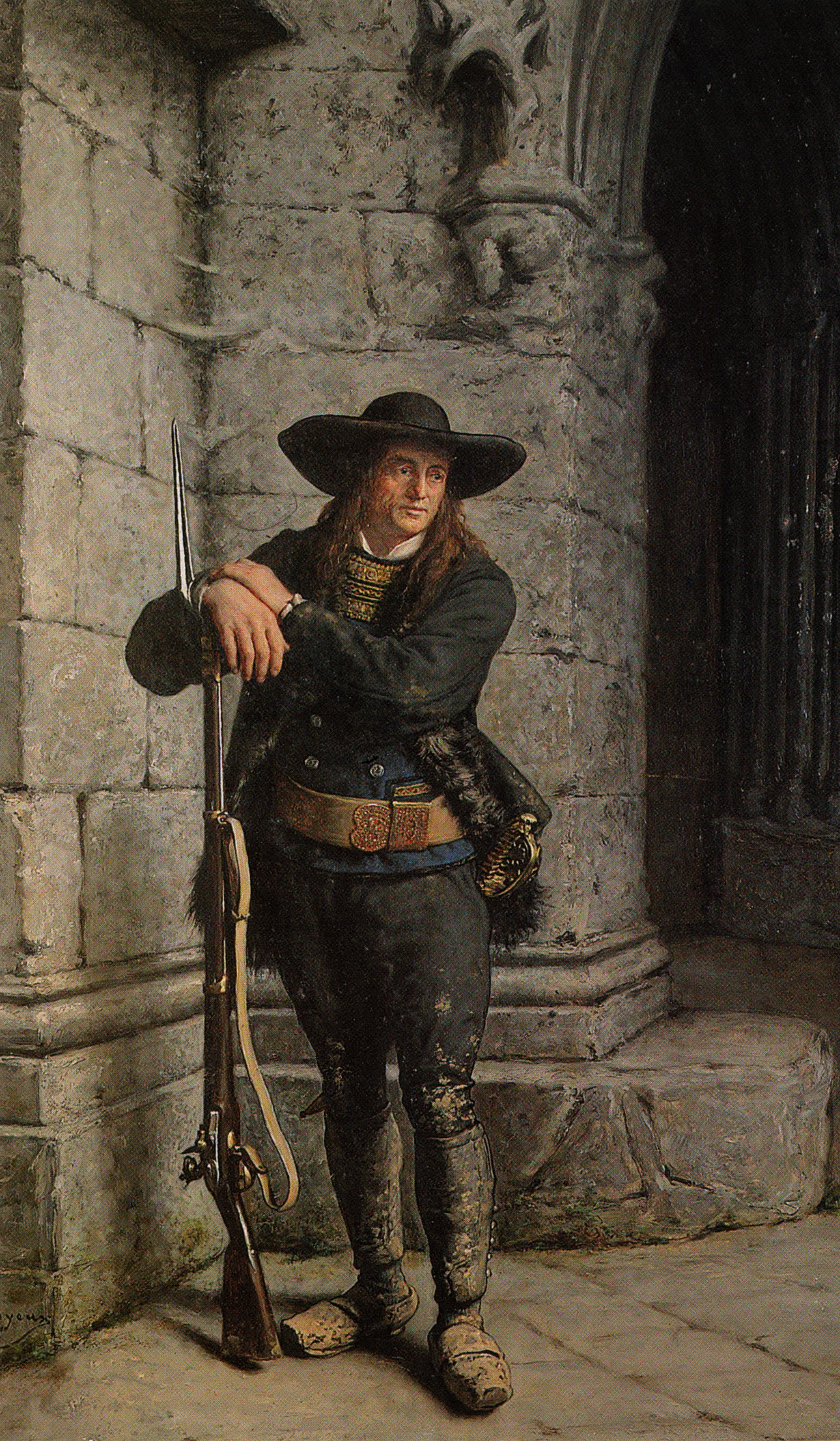
Chuan bretón.

Los chuanes (en francés: les Chouans) fueron los insurgentes realistas que combatieron al norte del Loira, en Bretaña, Maine, Normandía y el sur de Anjou (y además en los departamentos de Aveyron y Lozère) durante la Chuanería.
No hay que confundir entre chuanes y vandeanos, estos últimos combatientes de sur del Loira; sin embargo, tanto unos como otros afirmaban conformar el Ejército Católico y Real.